# Coppa del Generalissimo 1976 (pallacanestro maschile)
La Coppa del Generalissimo 1976 è stata la 40ª Coppa del Generalissimo di pallacanestro maschile.

## Squadre
Le squadre qualificate sono le prime quattro classificate al termine della stagione della Liga Española de Baloncesto 1975-1976.

## Tabellone
|  | Semifinali        | Semifinali        | Semifinali | Semifinali | Semifinali |  |  | Finale            | Finale            | Finale |  |
|  |                   |                   |            |            |            |  |  |                   |                   |        |  |
|  | Estudiantes       | Estudiantes       | 95         | 74         | 169        |  |  |                   |                   |        |  |
|  | Joventut Badalona | Joventut Badalona | 82         | 115        | 197        |  |  | Joventut Badalona | Joventut Badalona | 99     |  |
|  | Barcellona        | Barcellona        | 82         | 86         | 168        |  |  | Real Madrid       | Real Madrid       | 88     |  |
|  | Real Madrid       | Real Madrid       | 94         | 129        | 223        |  |  |                   |                   |        |  |

## Finale
| Arbitri: | Juan López Vicente Echarren |

|                      |            |              |
| Fernández 26         | Punti      | 38 Brabender |
| Josep María Meléndez | Allenatori | Lolo Sainz   |